# В парке виллы Боргезе
«В парке виллы Боргезе» — картина немецкого живописца-пейзажиста Освальда Ахенбаха, написанная в Дюссельдорфе в 1886 году. Как одно из главных произведений дюссельдорфской школы живописи, она выставлена в музее Кунстпаласт.

## Описание
На картине изображена сцена в парке виллы Боргезе в Риме. Слева изображён фрагмент здания виллы. В этом здании хранится коллекция произведений искусства, основанная кардиналом Шипионе Боргезе, и оно вместе с окружающим его парком является популярным туристическим объектом в итальянской столице. На картине изображены различные группы людей второй половины XIX века — туристы или местные посетители, приближающиеся к музею или прогуливающиеся по его окрестностям. Барочная балюстрада, в которую вмонтированы каменные скамьи, ведёт от правого края картины к статуе античной мужской фигуры, поднимающей правую руку в вечернее небо. Как диагональный элемент дизайна, эта балюстрада отделяет передний план луга от заднего плана тёмного, монументального фона деревьев и ведёт взгляд зрителя в перспективе к точке исчезновения на горизонте картины, которая растворяется в глубине зелёного холмистого ландшафта справа от здания «Казино Нобиле». Тёплый свет заходящего солнца освещает в основном часть балюстрады в центре картины, в частности, двух детей в летней одежде, играющих на траве, а группа католических священнослужителей в рясах, сидящих на скамейке в тени, почти исчезает в тёмных тонах окружения. Молодая римская семья выделяется на нижнем краю картины красочными акцентами своего национального костюма. В левой части центра картины сгруппированы различные фигуры, элегантная одежда которых создаёт впечатление, что они принадлежат к высшим слоям среднего класса, возможно, к образованным средним слоям, отдыхающим в «Вечном городе». Люди, которых везут с Viale dell’Uccellieria в ландо, могут быть представителями высших классов или знати.

## Провенанс и история создания

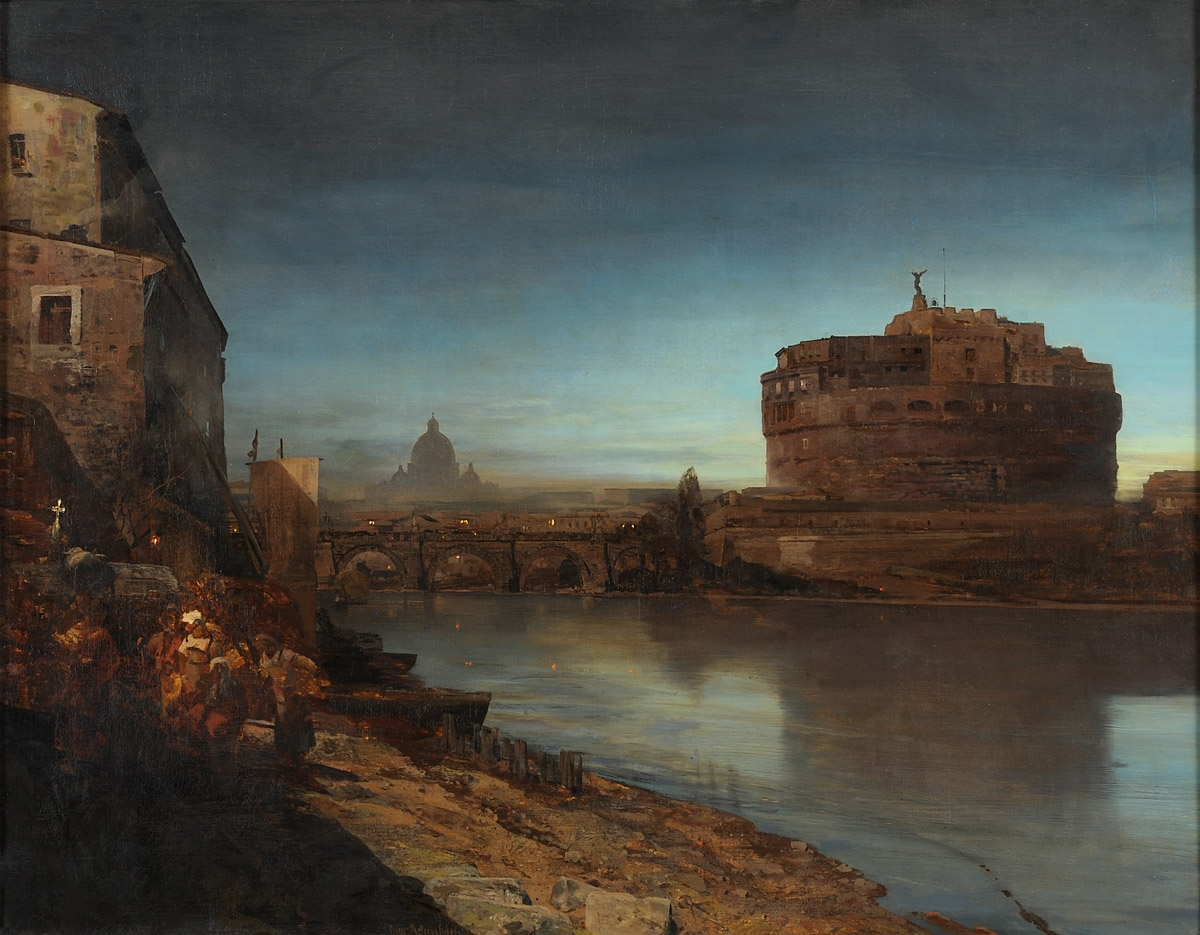
Ахенбах «Тибр с замком Сант-Анджело», 1882 год, частная коллекция

Во время своей шестой и последней поездки в Италию, состоявшейся в 1882 году, Освальд Ахенбах, профессор пейзажной живописи Дюссельдорфской художественной академии с 1863 по 1872 год и с тех пор свободный художник-пейзажист, живущий в Дюссельдорфе, также посетил виллу Боргезе. В течение некоторого времени его любимыми мотивами были общественные пространства перед знаменитыми итальянскими памятниками, городские пейзажи и ландшафты, а также передвигающиеся по ним люди.
В различных набросках, один из которых Музей Кунстпаласт смог приобрести в 2006 году, художник фиксировал свои впечатления на месте в виде моментальных зарисовок. В своей дюссельдорфской студии он объединил их в хорошо продуманную композицию на картине, законченной в 1886 году. Тот факт, что он не стал изображать здание «Казино Нобиле» и некоторые фигуры целиком, а обрезал их, как в моментальной фотографии, свидетельствует о принципиально новом художественном подходе к выбору деталей изображения и композиции, который возник под влиянием появления фотографии в XIX веке и призван подчеркнуть мимолётность изображаемого момента. Как и другие картины Ахенбаха, посвящённые Италии, эта картина представляет собой сценическую композицию, в которой акцент делается не на точном изображении архитектуры и людей, а на передаче типа людей, их обычаев и привычек, а также определённой атмосферы и настроения в пейзаже или городском ландшафте. Последнего он добивался, подчёркивая настроение света, в данном случае вечернего, в его взаимодействии света и тени, через открытый излом картины и через кажущуюся произвольность мотива, что свидетельствует о причастности Ахенбаха к импрессионизму.
Вскоре после завершения работы над картиной её приобрёл Верейн цур Эрихтунг эйнер Гемальдегалери цу Дюссельдорф. Сегодня она является частью коллекции музея Кунстпаласт с инвентарным номером M 4004.

## Отзывы критиков
С самого начала картина, которая, как и многие другие его панорамные картины Италии, удовлетворяла тоску по Италии и потребность в представлении богатых любителей искусства fin de siècle и которая, благодаря изображению виллы в парке, соответствовала идеалу дома для многих зрителей, имела большой успех у публики и продавцов для «предприимчивого художника-предпринимателя» Освальда Ахенбаха. В 1889 году Ахенбах создал ещё одну версию картины размером 120 × 150 см, которая сейчас находится в частной коллекции, а также версию для Фрица Андреаэ в 1892 году. Эуген Грюнерт создал копию картины в 1889 году, а Карл Эрнст Форберг — офорт размером 47,4 × 56,7 см по заказу Кельнишерского кунстферайна в 1894 году.
Картина была представлена в Берлинской Академии художеств в 1886 году. С 1888 по 1901 год Кунстферайн земли Рейнланд и Вестфален и муниципальная коллекция живописи выставляли картину в Кунстхалле Дюссельдорфа. В 1948 году она была передана в музей Кунстпаласт в Эренхофе. В 1979 году она была передана на выставку в Матильденхоэ в Дармштадте как одно из главных произведений Дюссельдорфской школы живописи. Среди других мест проведения выставки — Кюнстлерхаус в Вене (1984), Москва и Ленинград (1986), Осака (1989) и Дворец изящных искусств в Брюсселе (2007).